# Grand Prix Jihoafrické republiky 1985
Grand Prix Jihoafrické republiky 1985 (oficiálně XIV Grand Prix of South Africa) se jela na okruhu Kyalami v Midrandu v Jihoafrické republice dne 19. října 1985. Závod byl patnáctým v pořadí v sezóně 1985 šampionátu Formule 1.

## Kvalifikace
| Poř. | No. | Jezdec             | Konstruktér            | Časy v kvalifikaci | Časy v kvalifikaci | Ztráta |
| Poř. | No. | Jezdec             | Konstruktér            | Q1                 | Q2                 | Ztráta |
| ---- | --- | ------------------ | ---------------------- | ------------------ | ------------------ | ------ |
| 1    | 5   | Nigel Mansell      | Williams-Honda         | 1:03.188           | 1:02.366           | —      |
| 2    | 7   | Nelson Piquet      | Brabham-BMW            | 1:03.844           | 1:02.490           | +0.124 |
| 3    | 6   | Keke Rosberg       | Williams-Honda         | 1:03.073           | 1:02.504           | +0.138 |
| 4    | 12  | Ayrton Senna       | Lotus-Renault          | 1:04.517           | 1:02.825           | +0.459 |
| 5    | 8   | Marc Surer         | Brabham-BMW            | 1:05.411           | 1:04.088           | +1.722 |
| 6    | 11  | Elio de Angelis    | Lotus-Renault          | 1:04.611           | 1:04.129           | +1.763 |
| 7    | 19  | Teo Fabi           | Toleman-Hart           | 1:06.083           | 1:04.215           | +1.849 |
| 8    | 1   | Niki Lauda         | McLaren-TAG            | 1:05.357           | 1:04.283           | +1.917 |
| 9    | 2   | Alain Prost        | McLaren-TAG            | 1:05.757           | 1:04.376           | +2.010 |
| 10   | 18  | Thierry Boutsen    | Arrows-BMW             | 1:05.079           | 1:04.518           | +2.152 |
| 11   | 17  | Gerhard Berger     | Arrows-BMW             | 1:06.546           | 1:04.780           | +2.414 |
| 12   | 22  | Riccardo Patrese   | Alfa Romeo             | 1:06.386           | 1:04.948           | +2.582 |
| 13   | 20  | Piercarlo Ghinzani | Toleman-Hart           | 1:07.800           | 1:05.114           | +2.748 |
| 14   | 23  | Eddie Cheever      | Alfa Romeo             | 1:07.159           | 1:05.260           | +2.894 |
| 15   | 27  | Michele Alboreto   | Ferrari                | 1:05.268           | 1:05.757           | +2.902 |
| 16   | 28  | Stefan Johansson   | Ferrari                | 1:05.406           | 1:05.388           | +3.022 |
| 17   | 3   | Martin Brundle     | Tyrrell-Renault        | 1:06.709           | 1:05.649           | +3.283 |
| 18   | 4   | Philippe Streiff   | Tyrrell-Renault        | 1:07.935           | 1:06.205           | +3.839 |
| 19   | 29  | Pierluigi Martini  | Minardi-Motori Moderni | 1:10.025           | 1:08.658           | +6.292 |
| 20   | 24  | Huub Rothengatter  | Osella-Alfa Romeo      | 1:09.904           | 1:09.873           | +7.507 |
| DNS  | 33  | Alan Jones         | Lola-Hart              | 1:07.144           | 1:05.731           | +3.365 |

## Závod
| Poř.   | No. | Jezdec             | Konstruktér            | Počet kol | Čas/Odstoupení | Pořadí na startu | Body |
| ------ | --- | ------------------ | ---------------------- | --------- | -------------- | ---------------- | ---- |
| 1      | 5   | Nigel Mansell      | Williams-Honda         | 75        | 1:28:22.866    | 1                | 9    |
| 2      | 6   | Keke Rosberg       | Williams-Honda         | 75        | + 7.572        | 3                | 6    |
| 3      | 2   | Alain Prost        | McLaren-TAG            | 74        | + 1 kolo       | 9                | 4    |
| 4      | 28  | Stefan Johansson   | Ferrari                | 74        | + 1 kolo       | 16               | 3    |
| 5      | 17  | Gerhard Berger     | Arrows-BMW             | 74        | + 1 kolo       | 11               | 2    |
| 6      | 18  | Thierry Boutsen    | Arrows-BMW             | 74        | + 1 kolo       | 10               | 1    |
| 7      | 3   | Martin Brundle     | Tyrrell-Renault        | 73        | + 2 kola       | 17               |      |
| Ret    | 11  | Elio de Angelis    | Lotus-Renault          | 52        | Motor          | 6                |      |
| Ret    | 29  | Pierluigi Martini  | Minardi-Motori Moderni | 45        | Chladič        | 20               |      |
| Ret    | 1   | Niki Lauda         | McLaren-TAG            | 37        | Turbo          | 8                |      |
| Ret    | 4   | Philippe Streiff   | Tyrrell-Renault        | 16        | Nehoda         | 19               |      |
| Ret    | 12  | Ayrton Senna       | Lotus-Renault          | 8         | Motor          | 4                |      |
| Ret    | 27  | Michele Alboreto   | Ferrari                | 8         | Turbo          | 15               |      |
| Ret    | 7   | Nelson Piquet      | Brabham-BMW            | 6         | Motor          | 2                |      |
| Ret    | 20  | Piercarlo Ghinzani | Toleman-Hart           | 4         | Motor          | 13               |      |
| Ret    | 19  | Teo Fabi           | Toleman-Hart           | 3         | Motor          | 7                |      |
| Ret    | 8   | Marc Surer         | Brabham-BMW            | 3         | Motor          | 5                |      |
| Ret    | 24  | Huub Rothengatter  | Osella-Alfa Romeo      | 1         | Elektronika    | 21               |      |
| Ret    | 22  | Riccardo Patrese   | Alfa Romeo             | 0         | Kolize         | 12               |      |
| Ret    | 23  | Eddie Cheever      | Alfa Romeo             | 0         | Kolize         | 14               |      |
| DNS    | 33  | Alan Jones         | Lola-Hart              |           | Indisponovaný  | 18               |      |
| Zdroj: |     |                    |                        |           |                |                  |      |

## Průběžné pořadí po závodě
Pohár jezdců
| Pořadí | Jezdec           | Body    |
| ------ | ---------------- | ------- |
| 1      | Alain Prost      | 73 (76) |
| 2      | Michele Alboreto | 53      |
| 3      | Ayrton Senna     | 38      |
| 4      | Elio de Angelis  | 33      |
| 5      | Nigel Mansell    | 31      |
| Zdroj: |                  |         |

Pohár konstruktérů
| Pořadí | Konstruktér    | Body |
| ------ | -------------- | ---- |
| 1      | McLaren-TAG    | 90   |
| 2      | Ferrari        | 80   |
| 3      | Lotus-Renault  | 71   |
| 4      | Williams-Honda | 62   |
| 5      | Brabham-BMW    | 26   |
| Zdroj: |                |      |